# Vlásenka
Vlásenka (do roku 1950 Vlasenka, německy Wlasenka) je část obce Česká Metuje v okrese Náchod. Nachází se na západě České Metuje. V roce 2009 zde bylo evidováno 42 adres. V roce 2001 zde trvale žilo 86 obyvatel.
Vlásenka leží v katastrálním území Metujka (původně osada s názvem Německá Metuje) o výměře 4,73 km2.